# Unidad Laboral de Enfermeras(os), y Empleados de la Salud
La Unidad Laboral de Enfermeras(os), y Empleados de la Salud (ULEES) es un sindicato de enfermeros y empleados de salud en Puerto Rico.

## Historia
ULEES fue fundado en 1974. Durante mucho tiempo, la unión estuvo dirigida por Radamés Quiñones Aponte.
En 2010, ULEES dirigió una línea de piquete frente a un hospital en Ponce, pidiendo un nuevo contracto colectivo de trabajo.
En 2020, ULEES llamó al gobierno de Puerto Rica a investigar alegaciones que trabajadores de la salud estaban priorizando amigos y personal de administración para vacunarse en contra de COVID-19. El año después , la unión denunció que algunos hospitales enviaban a trabajar a enfermeros que estaban contagiados con COVID-19.